# Münchner Kindl
 (signalé en mai 2025).
Si vous disposez d'ouvrages ou d'articles de référence ou si vous connaissez des sites web de qualité traitant du thème abordé ici, merci de compléter l'article en donnant les références utiles à sa vérifiabilité et en les liant à la section « Notes et références ».
- Archive Wikiwix
- Bing
- Cairn
- DuckDuckGo
- E. Universalis
- Gallica
- Google
- G. Books
- G. News
- G. Scholar
- Persée
- Qwant
- (zh) Baidu
- (ru) Yandex
- (wd) trouver des œuvres sur Wikidata

Armoiries de Munich.

Le Münchner Kindl, (traduit par « enfant de Munich ») en dialecte bavarois, est le symbole présent sur les armoiries de la ville de Munich.
Ce symbole est associé à la ville depuis le XIIIe siècle et joue un rôle crucial dans l'identité et l'histoire de Munich.

## Origine et évolution
L'origine du Münchner Kindl remonte au XIIIe siècle, où il était représenté initialement comme un moine ou un frère tenant une Bible. Cette figure a évolué au cours du XVIe siècle pour devenir celle d'un petit enfant. Au fil des ans, le genre de la figure a également évolué, passant d'un enfant clairement masculin à un enfant au genre neutre, puis à une petite fille. De nos jours, le Münchner Kindl est souvent incarné par une jeune femme, notamment en tant que mascotte pour l'Oktoberfest.

## Critères de représentation
Typiquement, le Münchner Kindl est représenté par une jeune femme âgée de 20 à 29 ans, célibataire, et originaire de Munich, avec des parents ou des grands-parents également nés à Munich. Cette tradition souligne l'importance de la figure comme un symbole vivant de la ville et de sa culture.

## Présence et symbolisme
Le Münchner Kindl apparaît sur divers objets symbolisant Munich, depuis le sommet de l'hôtel de ville jusqu'aux couvercles de regards et les chopes à bière. Son omniprésence dans la ville et au-delà illustre son importance comme emblème de Munich.